# フレディー・アンガー
フレディー・アンガー（Freddy Unger, 1933年6月6日 - 2009年6月16日）は、1950年代に映画界入りしたノルウェー出身のスタントマン兼俳優。助監督、スタント監督、武器指導、特殊効果を担当することもある。
ゴッフレード・アンガーが正式名で、フレディー・アンガーは変名の一つ。他の変名にはフレディー・ハンガー、フレッド・アンガー、ジェフリー・ハンガー、ジョン・シルヴァーがある。

## 経歴
当初はサーカス界で活動し、イタリアでフェデリコ・フェリーニ監督の『道』(1954)の端役辺りから映画出演するようになった。
　
数多くのペプラム物やマカロニウエスタンなどのアクション映画でスタントを務める傍ら脇役出演もし、悪役が多かった。
　
後年は銃火器に強いことから特殊効果マンとしてハリウッド映画『ロマンシング・アドベンチャー/キング・ソロモンの秘宝』(1985)にも参加した。他にも南アフリカ映画『壮絶!!奪還/戦闘プロフェッショナル』(1987/未公開)や北朝鮮ロケの『情無用の戦士』(1987)フィリピン・ロケの『バイオレンス・ハンター/黄金の謎』(1988)など国際的に活躍した。　　　　　　　　
俳優としては『怪傑白魔』(1959)『帰って来たガンマン』(1966)『血斗のジャンゴ』『続・復讐のガンマン/走れ・男・走れ！』(未公開)(以上1967)『熱砂の戦車軍団』『復讐』(未ソフト化)(以上1968)『要塞』『狼の挽歌』『ブラバドスの黄金』(未ソフト化)(以上1970)『キングと呼ばれた男』(未公開)『荒野の無頼漢』『行け・野郎・撃て!』(未公開)『墓場と呼ばれた男』(未ソフト化)(以上1971)『続・荒野の無頼漢』(未公開)『自転車紳士西部へ行く』(未公開)(以上1972)『ロス・アミーゴス』『華麗なる復讐』(以上1973)『荒野の処刑』(未公開)(1975)『コンコルド』『スター・クラッシュ』(未公開)(以上1978)『ヒューマノイド/宇宙帝国の陰謀』(未公開)(1979)『地獄の謝肉祭』(1980)『荒野の復讐』(未公開)(1981)『秘宝の王冠』(未公開)(1982)『マッド・ライダー』『未来から来たハンター/ヨオ』(未公開)『サンダー』(未公開)(以上1983)『死神ジョーズ/戦慄の血しぶき』(未公開)『超人ヘラクレス』(未公開)(1984)『デモンズ』(1985)など多数で、スタッフ及びスタント兼任作も含む。尚、クレジットされていないものもある。